# توم ليهي
توم ليهي (بالإنجليزية: Tom Leahy)‏ هو رسام توضيحي ورسام أيرلندي، ولد في 7 نوفمبر 1957 في كورك في جمهورية أيرلندا.